# باشگاه بسکتبال کاوه تهران
باشگاه بسکتبال کاوه تهران نام باشگاه بسکتبال در شهر تهران در ایران می‌باشد این باشگاه در لیگ برتر بسکتبال ایران در فصل‌های ۲۰۰۷ تا ۲۰۰۸ حضور داشته است.